# Músicas de Portal 2
Portal 2 é um jogo de quebra-cabeças de plataforma criado por Valve Corporation e lançado para Microsoft Windows, Mac OS X, PlayStation 3 e Xbox 360 em abril de 2011. O jogo, que se passa nas instalações da Aperture Science, desafia o jogador a navegar as chamadas câmaras de teste criadas pela inteligência artificial GLaDOS, usando a arma de portais, um dispositivo capaz de criar portais que ligam dois pontos no espaço como um buraco de minhoca. O jogo se expande de Portal acrescentando novos elementos de quebra cabeça, como tinta que dá propriedades especiais à superfícies, placas que podem lançar o jogador e objetos por grandes distâncias, feixes tratores e pontes feitas de luz.
A música do jogo inclui partituras originais compostas por Mike Morasky da Valve, e duas músicas originais providas por Jonathan Coulton e a banda The National. A maioria das músicas foram lançadas como download gratuito através de três volumes, intitulados Songs to Test By, e mais tarde como quatro discos em uma Edição de Colecionador que incluía música de Portal.

## "Want You Gone"

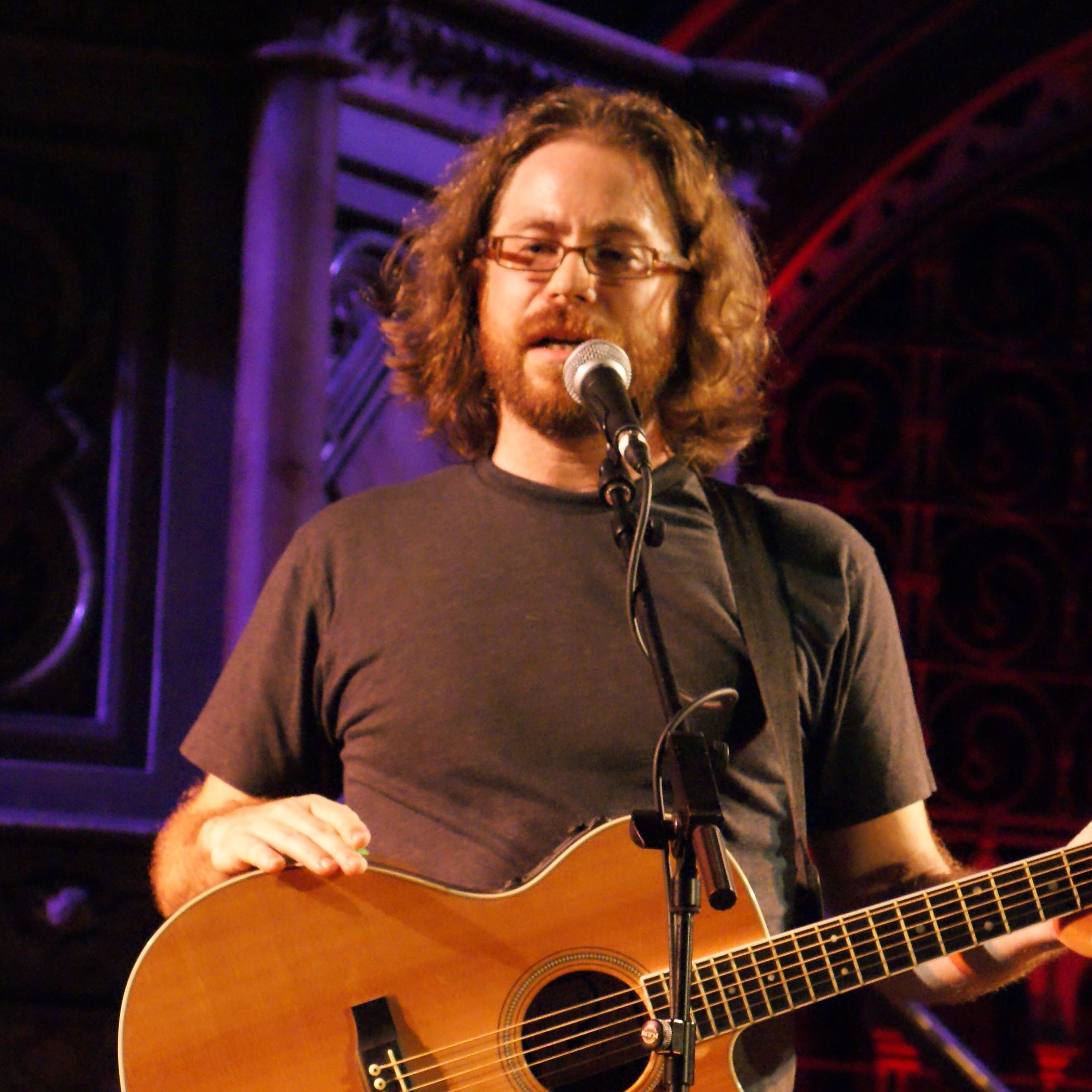
Jonathan Coulton, que forneceu a música "Still Alive" para o primeiro Portal, foi pedido para compôr a música final de créditos do jogo, "Want You Gone".

A música de Jonathan Coulton "Still Alive", que foi cantada por GLaDOS (dublada por Ellen McLain) nos créditos de Portal, foi considerada uma grande parte do sucesso de Portal; ao projetar Portal 2, Valve desejou incorporar mais música para o jogo, incluindo mais envolvimento com Coulton. Coulton escreveu a nova música para os créditos do final do jogo, "Want You Gone", também escrita do ponto de vista de GLaDOS. Coulton havia discutido com Erik Wolpaw se uma música para o final seria necessária, e como ele conseguiria criar "um momento emocional" comparado à "Still Alive", por volta de 2009 quando o final de Portal 2 ainda não havia sido determinado. Outras opções foram consideradas, como várias "canções jocosas" e finais falsos para o jogo. O final do jogo, aonde GLaDOS efetivamente "corta os laços" com Chell, foi determinado no último trimestre de 2010, e Coulton jogou o jogo como estava desenvolvido até aquele ponto para ter ideias. Elementos do final, como ser dito a Chell para que saia da Aperture com a porta batendo atrás dela, levou ao desenvolvimento da linha principal do refrão "I used to want you dead, but now I only want you gone." (Eu te queria morta, mas agora só quero que vá embora.) Coulton escreveu a letra e compôs a música durante vários dias, com John Flansburgh ajudando na bateria eletrônica, e viajou até a sede da Valve em janeiro de 2011 para gravar com McLain.
Adicionalmente na sua inclusão na trilha sonora de Portal 2, uma versão de "Want You Gone" cantada por Coulton aparece no seu álbum de 2011 Artificial Heart.

## Songs to Test By
Songs to Test By é uma trilha sonora de três volumes para Portal 2, contendo quase todas as músicas do jogo. A trilha sonora foi lançada de graça na internet volume por volume entre maio e setembro de 2011. Junto com a trilha sonora, Valve incluiu vários ringtones temáticos de Portal 2.

### Listagem da trilha sonora
| Portal 2 Soundtrack: Songs to Test By – Volume 1 |                                            |                |         |  |
| N.º                                              | Título                                     | Compositor(es) | Duração |  |
| 1.                                               | "Science Is Fun"                           | Mike Morasky   | 2:33    |  |
| 2.                                               | "Concentration Enhancing Menu Initialiser" | Mike Morasky   | 2:17    |  |
| 3.                                               | "9999999"                                  | Mike Morasky   | 3:11    |  |
| 4.                                               | "The Courtesy Call"                        | Mike Morasky   | 3:37    |  |
| 5.                                               | "Technical Difficulties"                   | Mike Morasky   | 3:22    |  |
| 6.                                               | "Overgrowth"                               | Mike Morasky   | 2:51    |  |
| 7.                                               | "Ghost of Rattman"                         | Mike Morasky   | 4:06    |  |
| 8.                                               | "Haunted Panels"                           | Mike Morasky   | 1:36    |  |
| 9.                                               | "The Future Starts with You"               | Mike Morasky   | 3:22    |  |
| 10.                                              | "There She Is"                             | Mike Morasky   | 4:21    |  |
| 11.                                              | "You Know Her?"                            | Mike Morasky   | 3:11    |  |
| 12.                                              | "The Friendly Faith Plate"                 | Mike Morasky   | 2:59    |  |
| 13.                                              | "15 Acres of Broken Glass"                 | Mike Morasky   | 5:00    |  |
| 14.                                              | "Love as a Construct"                      | Mike Morasky   | 4:57    |  |
| 15.                                              | "I Saw a Deer Today"                       | Mike Morasky   | 3:13    |  |
| 16.                                              | "Hard Sunshine"                            | Mike Morasky   | 2:48    |  |
| 17.                                              | "I'm Different"                            | Mike Morasky   | 4:29    |  |
| 18.                                              | "Adrenal Vapor"                            | Mike Morasky   | 2:36    |  |
| 19.                                              | "Turret Wife Serenade"                     | Mike Morasky   | 1:39    |  |
| 20.                                              | "I Made It All Up"                         | Mike Morasky   | 3:56    |  |
| 21.                                              | "Comedy = Tragedy + Time"                  | Mike Morasky   | 3:30    |  |
| 22.                                              | "Triple Laser Phase"                       | Mike Morasky   | 4:15    |  |
| Duração total:                                   | Duração total:                             | Duração total: | 73:39   |  |

| Portal 2 Soundtrack: Songs to Test By – Volume 2 |                                              |                |         |  |
| N.º                                              | Título                                       | Compositor(es) | Duração |  |
| 1.                                               | "You Will Be Perfect"                        | Mike Morasky   | 2:40    |  |
| 2.                                               | "Halls of Science 4"                         | Mike Morasky   | 4:35    |  |
| 3.                                               | "Bots Build Bots"                            | Mike Morasky   | 4:07    |  |
| 4.                                               | "An Accent Beyond"                           | Mike Morasky   | 2:58    |  |
| 5.                                               | "Robot Ghost Story"                          | Mike Morasky   | 3:07    |  |
| 6.                                               | "Die Cut Laser Dance"                        | Mike Morasky   | 2:00    |  |
| 7.                                               | "Turret Redemption Line"                     | Mike Morasky   | 3:23    |  |
| 8.                                               | "Bring Your Daughter to Work Day"            | Mike Morasky   | 2:40    |  |
| 9.                                               | "Almost at Fifty Percent"                    | Mike Morasky   | 1:59    |  |
| 10.                                              | "Don't Do It"                                | Mike Morasky   | 5:16    |  |
| 11.                                              | "I AM NOT A MORON!"                          | Mike Morasky   | 3:47    |  |
| 12.                                              | "Vitrification Order"                        | Mike Morasky   | 6:34    |  |
| 13.                                              | "Music of the Spheres"                       | Mike Morasky   | 3:39    |  |
| 14.                                              | "You Are Not Part of the Control Group"      | Mike Morasky   | 3:24    |  |
| 15.                                              | "Forwarding the Cause of Science"            | Mike Morasky   | 3:41    |  |
| 16.                                              | "PotatOS Lament"                             | Mike Morasky   | 1:59    |  |
| 17.                                              | "The Reunion"                                | Mike Morasky   | 3:46    |  |
| 18.                                              | "Music of the Spheres 2 (Incendiary Lemons)" | Mike Morasky   | 2:44    |  |
| Duração total:                                   | Duração total:                               | Duração total: | 62:13   |  |

| Portal 2 Soundtrack: Songs to Test By – Volume 3 |                               |                  |         |  |
| N.º                                              | Título                        | Compositor(es)   | Duração |  |
| 1.                                               | "Reconstructing More Science" | Mike Morasky     | 2:36    |  |
| 2.                                               | "Wheatley Science"            | Mike Morasky     | 2:29    |  |
| 3.                                               | "FrankenTurrets"              | Mike Morasky     | 4:08    |  |
| 4.                                               | "Machiavellian Bach"          | Mike Morasky     | 4:01    |  |
| 5.                                               | "Excursion Funnel"            | Mike Morasky     | 4:32    |  |
| 6.                                               | "TEST"                        | Mike Morasky     | 6:14    |  |
| 7.                                               | "The Part Where He Kills You" | Mike Morasky     | 3:23    |  |
| 8.                                               | "Omg, What Has He Done?"      | Mike Morasky     | 2:24    |  |
| 9.                                               | "Bombs for Throwing at You"   | Mike Morasky     | 5:48    |  |
| 10.                                              | "Your Precious Moon"          | Mike Morasky     | 1:55    |  |
| 11.                                              | "Caroline Deleted"            | Mike Morasky     | 1:50    |  |
| 12.                                              | "Cara Mia Addio"              | Mike Morasky     | 2:33    |  |
| 13.                                              | "Want You Gone"               | Jonathan Coulton | 2:21    |  |
| 14.                                              | "Spaaaaace"                   | Mike Morasky     | 0:45    |  |
| 15.                                              | "Space Phase"                 | Mike Morasky     | 1:32    |  |
| 16.                                              | "Some Assembly Required"      | Mike Morasky     | 1:50    |  |
| 17.                                              | "Robot Waiting Room #1"       | Mike Morasky     | 2:14    |  |
| 18.                                              | "Robot Waiting Room #2"       | Mike Morasky     | 2:14    |  |
| 19.                                              | "Robot Waiting Room #3"       | Mike Morasky     | 2:14    |  |
| 20.                                              | "Robot Waiting Room #4"       | Mike Morasky     | 2:14    |  |
| 21.                                              | "Robot Waiting Room #5"       | Mike Morasky     | 2:14    |  |
| 22.                                              | "Robot Waiting Room #6"       | Mike Morasky     | 2:06    |  |
| 23.                                              | "You Saved Science"           | Mike Morasky     | 0:47    |  |
| 24.                                              | "Robots FTW"                  | Mike Morasky     | 3:38    |  |
| Duração total:                                   | Duração total:                | Duração total:   | 65:54   |  |

Uma coleção de quatro discos, Portal 2: Songs To Test By (Collector's Edition), foi lançada em 30 de Outubro de 2012 através da Ipecac Recordings. Três desses discos incluíam músicas já disponíveis (listadas acima), enquanto o quarto disco incluia músicas de Portal. Uma mini-comic, "Turret Lullaby", também foi inclusa.
| Portal 2 Soundtrack: Songs to Test By (Collector's Edition) – Bonus Disc |                                |                  |         |  |
| N.º                                                                      | Título                         | Compositor(es)   | Duração |  |
| 1.                                                                       | "Subject Name Here"            | Kelly Bailey     | 1:45    |  |
| 2.                                                                       | "Taste of Blood"               | Kelly Bailey     | 3:06    |  |
| 3.                                                                       | "Android Hell"                 | Kelly Bailey     | 3:46    |  |
| 4.                                                                       | "Self Esteem Fund"             | Kelly Bailey     | 3:31    |  |
| 5.                                                                       | "Procedural Jiggle Bone"       | Kelly Bailey     | 4:35    |  |
| 6.                                                                       | "No Cake for You"              | Kelly Bailey     | 4:05    |  |
| 7.                                                                       | "4000 Degrees Kelvin"          | Kelly Bailey     | 1:02    |  |
| 8.                                                                       | "Stop What You Are Doing"      | Kelly Bailey     | 4:00    |  |
| 9.                                                                       | "Party Escort"                 | Kelly Bailey     | 4:22    |  |
| 10.                                                                      | "Your [sic] Not a Good Person" | Kelly Bailey     | 1:25    |  |
| 11.                                                                      | "You Can't Escape You Know"    | Kelly Bailey     | 6:24    |  |
| 12.                                                                      | "Still Alive"                  | Jonathan Coulton | 2:56    |  |
| 13.                                                                      | "Still Alive"                  | Jonathan Coulton |         |  |
| Duração total:                                                           | Duração total:                 | Duração total:   | 65:54   |  |

## Recepção
Kym Dillon da IGN usou a trilha sonora de Portal 2, juntamente de várias outras trilhas sonoras, como exemplo de como um jogo pode usar tanto source music (música que faz parte de um ambiente de jogo) e underscoring (música somente para o jogador) para criar atmosfera em jogos; Dillon também menciona que ele "especialmente" gostou da trilha sonora do jogo.